# Théorème d'Egoroff
Le théorème d’Egoroff, nommé ainsi en hommage à Dmitri Egorov, un physicien et géomètre russe, établit une condition de convergence uniforme dans certains espaces mesurables. Ce théorème peut servir en particulier à montrer le théorème de Lusin pour les fonctions intégrables.
Il s’agit en fait d’un résultat basique de théorie de l’intégration. Il permet en outre de donner une démonstration concise du théorème de convergence dominée.

## Énoncé
Soit (E, Σ, μ) un espace mesuré vérifiant μ(E) < +∞ (la mesure μ est dite finie). Soit (fn) une suite de fonctions mesurables sur E à valeurs réelles convergeant μ-presque partout vers une fonction f mesurable sur E.
Alors, pour tout ε > 0, il existe A ∈ Σ tel que μ(A) < ε et tel que fn converge uniformément vers f sur E\A (le complémentaire de A dans E).

## Pourquoi supposer la mesure finie?
Considérons les fonctions fn suivantes, définies sur l’ensemble des réels muni de la tribu des boréliens et de la mesure de Lebesgue (χ désigne la fonction indicatrice d’un ensemble) : fn = χ[n, n + 1]. Alors, la suite (fn) converge simplement (donc μ-presque partout), mais il n’existe aucun borélien de mesure finie sur le complémentaire duquel la convergence soit uniforme.

## Démonstration
On considère pour n, k ≥ 1 les ensembles :
Pour tout k ≥ 1, la suite (Ek,n) est croissante (pour l’inclusion), donc :
De plus, comme la suite de fonctions (fn) converge simplement μ-p.p. vers f, on a, pour tout k ≥ 1 :
On fixe alors ε > 0. Grâce à la condition μ(E) < +∞, on peut trouver pour chaque k ≥ 1 un entier nk positif tel que
Alors, l’ensemble
convient.

## Autre formulation du théorème
Soit E un espace métrique, séparable et localement compact, sur lequel on a une mesure μ σ-finie. Soit (fn) une suite de fonctions mesurables de E dans ℝ convergeant μ-p.p. vers une fonction f mesurable.
Alors, pour tout ε > 0 et pour tout compact K de E, il existe un compact K' inclus dans K tel que μ(K\K') < ε et tel que fn converge uniformément vers f sur K'.

## Source
(en) Michael E. Taylor (de), Measure Theory and Integration, AMS, p. 34-39